# Asotin (Washington)
Asotin es una ciudad ubicada en el condado de Asotin en el estado estadounidense de Washington. En el año 2000 tenía una población de 1.095 habitantes y una densidad poblacional de 401,6 personas por km².

## Geografía
Asotin se encuentra ubicada en las coordenadas 46°20′20″N 117°2′47″O / 46.33889, -117.04639.

## Demografía
Según la Oficina del Censo en 2000 los ingresos medios por hogar en la localidad eran de $35.083, y los ingresos medios por familia eran $37.115. Los hombres tenían unos ingresos medios de $34.844 frente a los $21.063 para las mujeres. La renta per cápita para la localidad era de $15.257. Alrededor del 19,4% de la población estaban por debajo del umbral de pobreza.